# Кирен
Кире́н (рос. Кырен) в 1975–1990 роках — селище міського типу — село, адміністративний центр Тункинського району Бурятії. Утворює Киренське сільське поселення.

## Географія
Село розташовано в центрі району на південному боці Тункинської долини на берегах річки Кирен, поблизу її впадіння до Іркуту (ліва притока Ангари).
Через село проходить «Тункинський тракт» — федеральна автомагістраль А333 Култук — Монди — кордон із Монголією. Відстань: (на схід) до пгт. Култук по автомагістралі «Байкал» — 119 км, до станції Слюдянка I по «Транссибу» — 130 км, до столиці Бурятії міста Улан-Уде — 460 км; (на захід), до селища Монди — 83 км.

## Населення
| Роки            | 1979  | 1989   | 2002   | 2010   | 2012   | 2014   |
| --------------- | ----- | ------ | ------ | ------ | ------ | ------ |
| Населення, осіб | 6 141 | ▼6 128 | ▼5 434 | ▼5 406 | ▼5 373 | ▼5 283 |

## Видатні уродженці
- Сах'янова Лариса Петрівна — балерина, Народна артистка СРСР.